# Diadegma obliteratellum
Diadegma obliteratellum là một loài tò vò trong họ Ichneumonidae.